# ひゅうず
ひゅうずは、岩手県の郷土料理である。

## 概要
岩手県の沿岸地方に伝承されている、クルミと黒砂糖を練った餡を小麦粉の皮で包んでから茹で上げた食品である。外見はワッフルか餃子に似ているが、名称の「ひゅうず」は火打ち道具の火打ち金に外見が似ていることが由来とされており、ひゅうじ、かますもちの別名もある。普段のおやつや田植え時の振る舞いに欠かせない食品だが、お盆の供物として特に重要視された。

## 作りかた
材料
小麦粉2合、黒砂糖一握り、クルミ20粒、味噌
1. 小麦粉に熱湯一合を注ぎ、耳たぶほどの柔らかさによく捏ねる。
2. クルミは細かく刻み、黒砂糖、味噌少々とともに練り上げて餡を作る。
3. 練った小麦粉を円形に延ばして皮を作り、真ん中に餡を入れる。皮を二つ折りにして、口をしっかり閉じる。
4. 熱湯で茹で上げてできあがり。